# Lycke-Ryr
Lycke-Ryr är en bebyggelse i Torsby socken i Kungälvs kommun i Västra Götalands län. SCB avgränsare här en småort från 2023.